# Yoruboide Sprachen
Die yoruboiden Sprachen (oder kurz Yoruboid) bilden eine Untereinheit der West-Benue-Kongo-Sprachen (dem westlichen Zweig der Benue-Kongo-Sprachen), die ihrerseits zur Niger-Kongo-Sprachfamilie gehören.
Die rund 15 yoruboiden Sprachen sind abgesehen vom Igala mit dem namensgebenden Yoruba relativ eng verwandt; sie werden von etwa 22 Millionen Menschen in Südwest-Nigeria, Benin und Togo gesprochen.

## Position des Yoruboid innerhalb des Niger-Kongo
- Niger-Kongo
  - Volta-Kongo
    - Süd-Volta-Kongo
      - Benue-Kongo
        - West-Benue-Kongo
          - Yoruboid

## Interne Klassifikation
- Yoruboid
  - Yoruba-Isekiri
    - Yoruba (20–22 Mio.), Isekiri (500 Tsd.), Ife (150 Tsd.), Nago (180 Tsd.),
Cabe (80 Tsd.), Aguna (15 Tsd.), Ica (40 Tsd.), Idaca (30 Tsd.), Ije (20 Tsd.),
Mokole (65 Tsd.), Kambole (20 Tsd.), Ulukwumi (10 Tsd.)
Lucumi (Ritualsprache auf Kuba)

  - Igala
    - Igala (1 Mio.)